# Microregiunea Veszprém
Microregiunea Veszprém (în maghiară Veszprémi kistérség) a fost o microregiune statistică (kistérség) din județul Veszprém, Ungaria.
Cu o populație de 85.632 locuitori și o suprafață de 643,75 km2, aceasta a existat până în 2014, când în Ungaria, microregiunile ”kistérségek” au fost înlocuite de districte (járások).